# Buerweg
De Buerweg in de buurtschap Westdorp van het Noord-Hollandse dorp Bergen is een verbindingsschakel vanaf Bergen naar de Herenweg, de oude legerroute langs de kust. Het is een van de weinige nog rustieke, lange oorspronkelijke wegen van Nederland, inmiddels aan weerskanten bebouwd met meestal ouderwetse landelijke villa's.
Hier bouwden de van oorsprong Gooise schilders Leo Gestel (nummer 4) en Gerrit van Blaaderen (nummer 21), maar ook Charley Toorop (nummer 19), hun ateliers, daartoe uitgenodigd door mevrouw Van Reenen, die van Bergen, oorspronkelijk een agrarische gemeente, een kunstenaarsdorp naar het voorbeeld van Laren, inclusief hertenkamp, wilde maken. Van Blaaderen werd in zijn bewoning opgevolgd door achtereenvolgens de schilders Jaap Sax en Dirk Filarski. Allen waren schilders van de Bergense School.
Later werd parallel aan de Buerweg de roemruchte Eeuwigelaan aangelegd, met aan weerszijden grote villa's. De Eeuwigelaan wordt gekenmerkt door de schuine zeedennen, die er in de bermen staan, en die al menigmaal dankzij acties van de plaatselijke bevolking aan de houthakkersbijl, ten gunste van het snelverkeer, ontkwamen.